# 渡部勇
渡部 勇（わたべ いさむ、1872年12月26日（明治5年11月26日） - 1942年（昭和17年）11月24日）は、大日本帝国陸軍軍人。最終階級は陸軍少将。

## 経歴・人物
山形県出身。1895年（明治28年）陸軍士官学校第6期卒業。
1915年（大正4年）8月に独立守備歩兵第2大隊長、1918年（大正7年）7月に陸軍歩兵大佐・歩兵第62連隊長を経て、1922年（大正11年）8月に陸軍少将に昇進と同時に待命、1923年（大正12年）3月に予備役に編入した。

## 栄典
位階
- 1895年（明治28年）11月15日 - 正八位[3]

勲章
- 1940年（昭和15年）8月15日 - 紀元二千六百年祝典記念章[4]